# خليج غدانسك

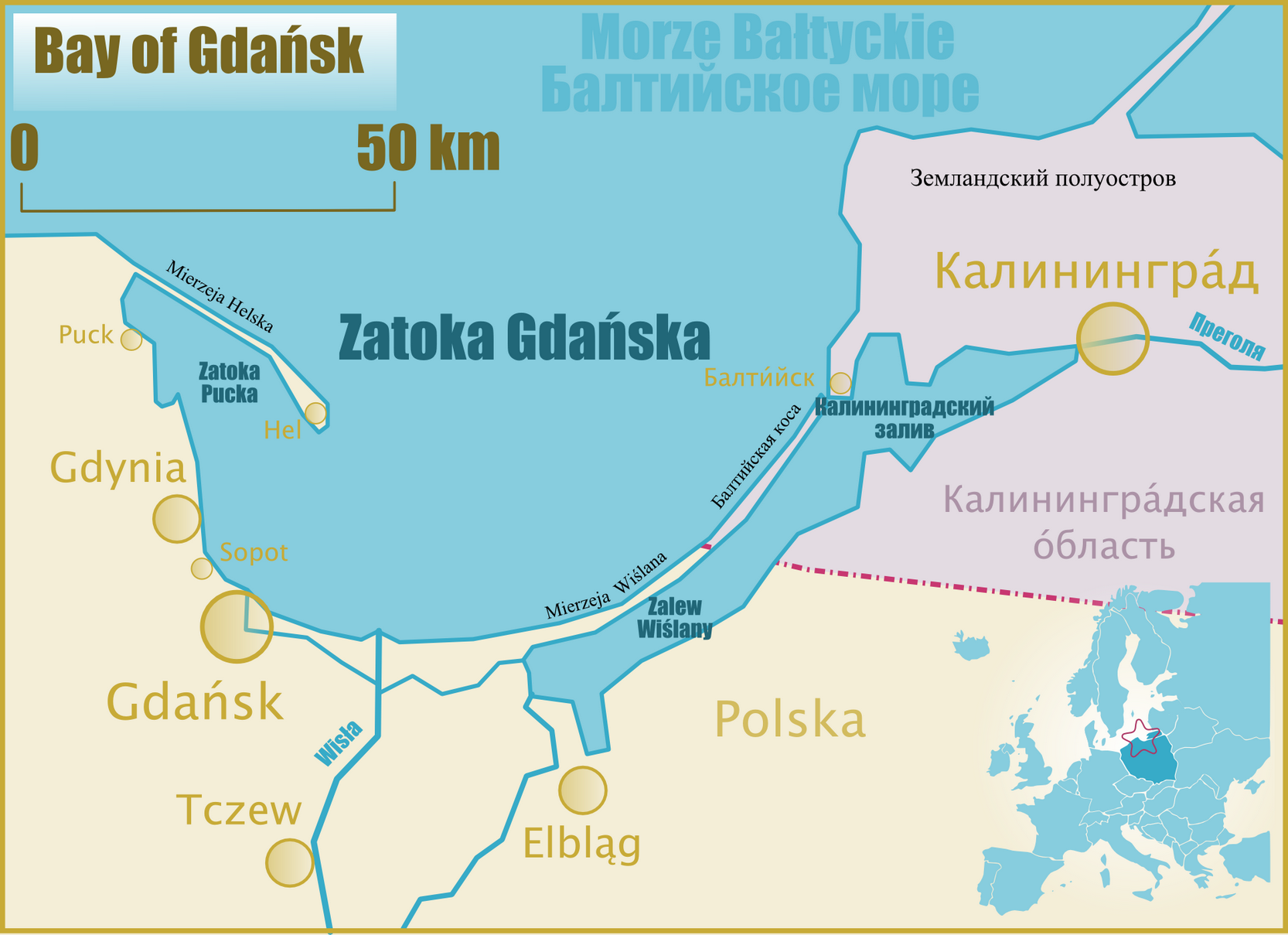
خليج غدانسك.

خليج غدانسك (بالبولندية:Zatoka Gdańska)، وهو خليج يقع في جنوب شرق بحر البلطيق. تمت تسميته على اسم مدينة غدانسك الساحلية المجاورة الي بولندا.

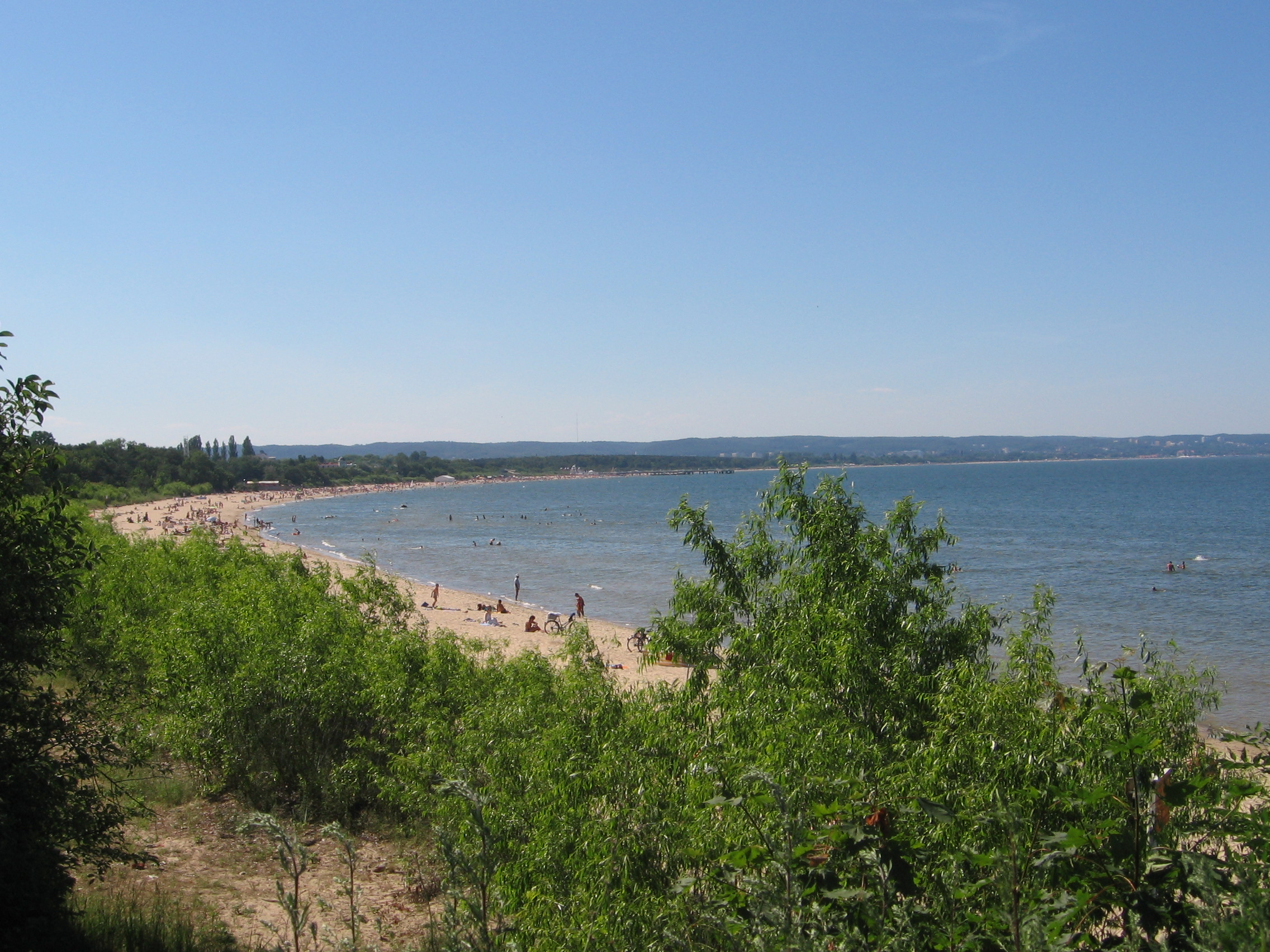
يشتهر خليج غدانسك بشواطئه.

## جغرافياً

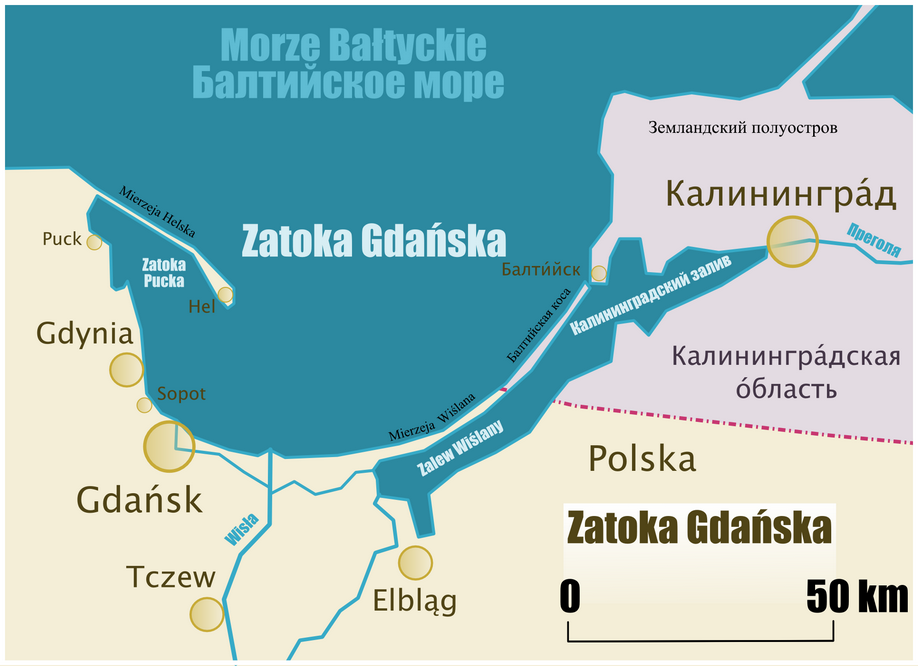
خليج غدانسك

يتكون الجزء الغربي من خليج غدانسك من المياه الضحلة لخليج باك. الجزء الجنوبي الشرقي هو بحيرة فيستولا، مفصولة عن طريق فيستولا سبيت ومتصلة بالبحر المفتوح بمضيق بالتييسك. الخليج محاط بمنحنى كبير لشواطئ غدانسك بوميرانيا في بولندا, ومنطقة كالينينغرادسكايا في روسيا (شبه جزيرة سامبيان). يتميز ساحل الخليج بحفرتين رمليتين طويلتين للغاية، شبه جزيرة هيل وفيستولا سبيت. الأول يعرف خليج باك، والأخير يعرف بحيرة فيستولا.
أقصى عمق لها 120 متراً وبملوحة (0.7 ملوحة) 0.7٪. الموانئ الرئيسية والمدن الساحلية هي غدانسك، غدينيا، بوك، سوبوت، هيل، كالينينغراد، بريمورسك ، وبالتييسك. الأنهار الرئيسية لخليج غدانسك هي فيستولا وبريغوليا. يستقبل الخليج مياه فيستولا مباشرة عبر ثلاثة فروع (مارتا ويسلا- سميالا ويسلا- لينيوكا) وبشكل غير مباشر عبر (فيستولا لاجون) بفرعين (نوغات، سزكاربوا).

## التعريف الطبيعي
حسب التعريف الطبيعي، فإن خليج غدانسك أكبر بكثير مما ذكر، بما في ذلك أيضًا منطقة بحر البلطيق أمام المعزل الروسي كالينينغراد والساحل الليتواني.

## تاريخه
كان شاطئ الخليج هو بداية القصف البحري أثناء غزو بولندا، أول عمل قتالي في الحرب العالمية الثانية. يلعب الخليج دورًا محوريًا في المسلسل التلفزيوني الأمريكي للرسوم المتحركة (ميتالوكاليبس).

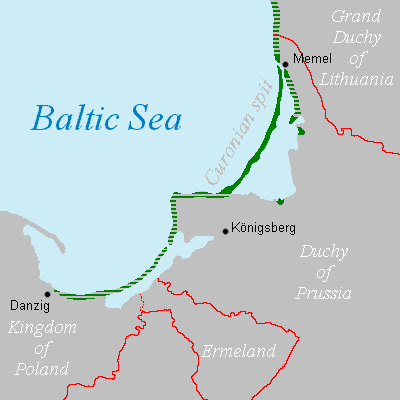
منطقة مأهولة بالسكان على خليج باك.

### كورسينيكي
بينما اليوم كورسينيكي، المعروف أيضًا باسم كورسينينكا هي مجموعة عرقية منقرضة تقريبًا من البلطيق تعيش على طول برزخ قورش. في عام 1649 امتدت مستوطنة كورشينكاي من كلايبيدا إلى غدانسك. تم استيعاب كورسينينكا في نهاية المطاف من قبل الألمان، باستثناء على طول برزخ قورش حيث لا يزال البعض يعيش هناك. تم اعتبار كورسينينكا لاتفيون حتى ما بعد الحرب العالمية الأولى عندما حصلت لاتفيا على استقلالها من الإمبراطورية الروسية، وهو اعتبار قائم على الحجج اللغوية. كان هذا هو الأساس المنطقي للمطالبات اللاتفية بشأن برزخ قورش وكلايبيدا ومناطق أخرى في شرق بروسيا والتي سيتم إسقاطها لاحقًا.